# Saint-Martin-de-Hinx
Saint-Martin-de-Hinx (gaskonsko Sent Martin de Hins) je naselje in občina v francoskem departmaju Landes regije Nove Akvitanije. Naselje je leta 2009 imelo 1.185 prebivalcev.

## Geografija
Kraj leži v pokrajini Gaskonji 29 km jugozahodno od Daxa.

## Uprava
Občina Saint-Martin-de-Hinx skupaj s sosednjimi občinami Bénesse-Maremne, Capbreton, Josse, Labenne, Orx, Saint-Jean-de-Marsacq, Sainte-Marie-de-Gosse, Saint-Vincent-de-Tyrosse, Saubion in Saubrigues sestavlja kanton Saint-Vincent-de-Tyrosse s sedežem v Saint-Vincentu. Kanton je sestavni del okrožja Dax.

## Zanimivosti
- cerkev sv. Martina iz 14. stoletja, od leta 1969 francoski zgodovinski spomenik;

## Pobratena mesta
- San Martín de Unx (Navarra, Španija);